# Синявский, Вадим Святославович
Вади́м Святосла́вович Синя́вский (28 июля (10 августа) 1906, Смоленск — 3 июля 1972, Москва) — советский спортивный журналист и радиокомментатор, основоположник советской школы спортивного радиорепортажа. Участник Великой Отечественной войны, майор. Отличник физической культуры (1954).

## Биография
Родился 10 августа 1906 года в Смоленске.
С 15 лет воспитывался мачехой, М. C. Третьяковой, племянницей основателя Третьяковской галереи П. М. Третьякова.
Окончил Институт физкультуры. Обладал абсолютным слухом, в молодости работал тапёром в московских кинотеатрах.
В 1929 году был принят в штат радиокомитета на должность инструктора по физкультурному вещанию. Синявским был подготовлен и проведён первый урок гимнастики на Всесоюзном радио.
В 1935 году вёл первый зарубежный футбольный репортаж о матче СССР—Турция.
С сентября 1941 года в Красной армии, находился на Западном фронте, откуда вёл радиорепортажи в рубрике «Говорит Западный фронт». 7 ноября 1941 года вёл репортаж с исторического парада на Красной площади с участием войск, направлявшихся на передовую.
В 1942 году — в Крыму, в осажденном врагом Севастополе. Вёл репортажи с Малахова кургана. 1 марта 1942 года при выходе в эфир успел сказать лишь первую фразу: «Говорит Севастополь!», после чего комментатора накрыло ударной волной разорвавшейся поблизости мины. Советские артиллеристы подавили минометную батарею немцев, производившую обстрел, а тяжело раненного Синявского вынесли с поля боя. Вследствие данного ранения Синявский потерял левый глаз. В эвакуации на «Большой земле» Синявский лечился 3 месяца.
В конце января 1943 года присутствовал при капитуляции 6-й немецкой армии Фридриха Паулюса.
Участник битвы на Курской дуге. Находился непосредственно в боевых порядках, в одной из бронированных машин, откуда он вёл репортаж непосредственно с поля битвы. Освещал боевые события по радио, находясь на Брянском, Центральном, Степном, 1-м Украинском, 2-м Белорусском, 1-м Прибалтийском фронтах. В действующей Красной Армии майор В. С. Синявский находился с сентября 1941 по октябрь 1944 годов.
Оказавшись 27 августа 1944 года по служебной необходимости в Москве, Синявский комментировал финальный матч возобновлённого во время войны розыгрыша футбольного Кубка СССР, в котором «Зенит» из Ленинграда одолел московский ЦДКА.
Регулярные спортивные репортажи Синявский возобновил в октябре 1944 года. Это произошло буквально через день после того, как он в колонне наступавших советских войск шёл вместе с бойцами на Каунас. 24 июня 1945 года состоялся Парад Победы. Репортаж с него также вёл Синявский. Член ВКП(б) с 1945 года.
Вадим Синявский стал основоположником телевизионного футбольного репортажа в СССР. 29 июня 1949 года он впервые комментировал матч «Динамо»—ЦСКА из комментаторской кабины стадиона в Петровском парке, транслировавшийся по телевидению. Для любителей футбола это было событием.
Помимо футбола Синявский комментировал соревнования по боксу, лёгкой атлетике, плаванию, конькобежному спорту и шахматам. Последний раз вышел в прямой эфир 2 мая 1971 года во время репортажа с Садового кольца о легкоатлетической эстафете на приз газеты «Вечерняя Москва».

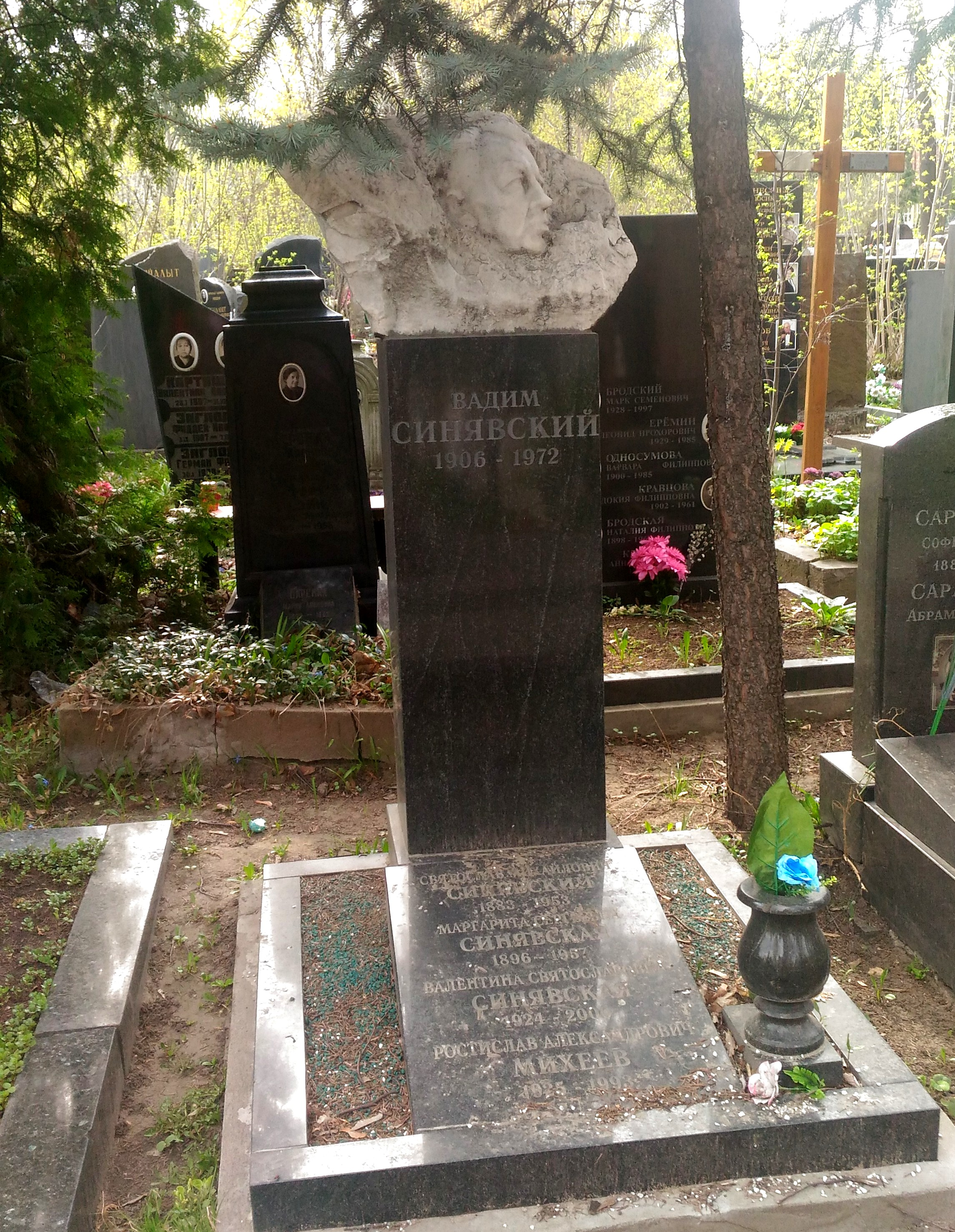
Могила Вадима Синявского на Новом Донском кладбище Москвы

Умер 3 июля 1972 года. Похоронен в Москве на Донском кладбище (2 уч).

## Личная жизнь
Жена — Ирина Павловна Кириллова, журналист газеты «Правда». Дети — Сергей Синявский (1933—1995), Юрий Синявский (1943—2011), Марина Синявская (р. 1955).

## Фильмография
- 1946 — Центр нападения — футбольный радиокомментатор
- 1951 — Спортивная честь — футбольный радиокомментатор
- 1961 — Артист из Кохановки — футбольный радиокомментатор (матч «Спартак» (Москва) — «Динамо» (Киев))
- 1965 — Спящий лев — комментатор во сне Цветкова

## Озвучивание
- 1946 — Тихая поляна — ёж-комментатор
- 1948 — Чемпион — комментатор
- 1950 — Кто первый? — ёж-комментатор
- 1953 — Наши чемпионы — комментатор
- 1954 — Подпись неразборчива — голос по телевизору (в титрах не указан)
- 1967 — Машинка времени — спортивный комментатор

## Награды
- орден Красного Знамени[8]
- орден Красной Звезды (6.11.1947)[9]
- орден «Знак Почёта» (27.04.1957) — «за успехи, достигнутые в деле развития массового физкультурного движения в стране, повышения мастерства советских спортсменов, и успешное выступление на международных соревнованиях»
- медаль «За оборону Москвы» (1944)
- медаль «За оборону Севастополя» (1942)
- медаль «За оборону Сталинграда» (1942) и др. медали
- нагрудный знак МО СССР «25 лет Победы в Великой Отечественной войне 1941—1945 г.г.» (1970)

## В искусстве
- В фильме «Одиннадцать молчаливых мужчин» его роль исполнил Павел Крайнов.
- В фильме «Лев Яшин. Вратарь моей мечты» его роль исполнил Станислав Концевич.